# Catalina Sureda Fons
Catalina Sureda Fons és una advocada i política mallorquina, alcaldessa de Manacor i diputada al Parlament de les Illes Balears en la VI Legislatura.
Llicenciada en dret i militant del Partido Popular, a les eleccions municipals espanyoles de 1991 fou escollida regidora de l'ajuntament de Manacor, on fou regidora de cultura, ensenyament i normalització lingüística. De 1996 a 1999 fou batlessa de Manacor, i després de les eleccions municipals espanyoles de 1999 fou portaveu del grup municipal popular fins a 2002, i primera tinent de batle i delegada d'Urbanisme i Comunicacions fins a 2003.
Fou escollida diputada a les eleccions al Parlament de les Illes Balears de 2003. Deixà l'escó quan fou nomenada directora general de Cultura del Govern de les Illes Balears, càrrec que va ocupar fins a 2007. De 2007 a 2011 fou membre del Consell Insular de Mallorca. Fins a 2011 fou delegada de l'Àrea de Discapacitats de l'Institut Mallorquí d'Assumptes Socials (IMAS), fins que en desembre de 2011 fou nomenada directora de Cultura i Patrimoni, adscrita a la Vicepresidència de Cultura, Patrimoni i Esports del Consell de Mallorca.